# Schlagintweitia
Schlagintweitia là một chi thực vật có hoa trong họ Cúc (Asteraceae).

## Loài
Chi Schlagintweitia gồm các loài: